# نیکولا موتافچیف
نیکولا موتافچیف (بلغاری: Никола Мутафчиев; ۱۰ اوت ۱۹۰۴ – ۲۴ مارس ۱۹۶۳) بازیکن فوتبال اهل بلغارستان بود.
از باشگاه‌هایی که در آن بازی کرده‌است می‌توان به باشگاه فوتبال لفسکی صوفیه اشاره کرد.